# Françoise Chandernagor

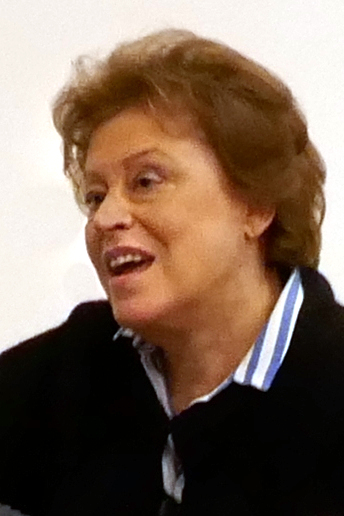
Françoise Chandernagor

Françoise Chandernagor (* 15. Juni 1945 in Palaiseau) ist eine französische Schriftstellerin und war früher eine hohe Staatsbeamtin.
Chandernagor ging in Sceaux zur Schule, erwarb ein Diplom des Institut d’études politiques de Paris und eine Maîtrise in öffentlichem Recht und studierte ab 1966 an der École nationale d’administration, die sie zwei Jahre später als Beste ihres Jahrgangs abschloss. Ab 1969 war sie im Conseil d’État, in dem sie verschiedene Funktionen hatte, unter anderem war sie Rapporteur Général. 1991 gab sie den jährlichen Bericht über Rechtssicherheit heraus. Sie war auch im diplomatischen Dienst und hatte Positionen in Stiftungen (so war sie ab 1988 Vizepräsidentin der Fondation de France). 1994 gab sie ihre Karriere im öffentlichen Dienst auf um Schriftstellerin zu werden.
Ihr erster Roman L’Allée du Roi erschien 1981 und handelte von den fiktiven Erinnerungen von Madame de Maintenon. Weitere historische Romane und andere Romane folgten, so über Louis Charles de Bourbon (Le Chambre), eine Romantrilogie La Reine oubliée über Kleopatra Selene (Les Enfants d’Alexandrie, Les Dames de Rome) und über einen der Brüder von Jesus.
Von ihr stammt auch ein Theaterstück und Essays. Ihr Theaterstück  wurde mit Jacqueline Bir 1993/94 und 2008 in Brüssel und 1994/95 mit Geneviève Casile und 2009 mit Marie-Christine Barrault in Paris aufgeführt. Zwei ihrer Romane wurden für das Fernsehen verfilmt (Allée du Roi und l’Enfant des Lumières).
Sie ist Offizier der Ehrenlegion und erhielt das Großkreuz des Ordre national du mérite. Seit 1995 ist sie Mitglied der Académie Goncourt, die den Goncourt-Preis vergibt.
Sie ist mit Philippe Jurgensen verheiratet und hat drei Kinder. Sie lebt in Paris und im Limousin. Ihr Familienname rührt aus Indien her (ihre Familie stammte von einem freigelassenen indischen Sklaven).

## Schriften
- L’Allée du Roi, Paris:Juillard 1981
- La Sans Pareille, Paris: de Fallois 1988
- L’Archange de Vienne, Paris: de Fallois 1989
- L’Enfant aux loups, Paris: de Fallois 1990
- L’Ombre du Soleil (Theater-Monolog nach L'Allée du Roi), 1994
- L’Enfant des Lumières, Paris: de Fallois 1995
- La Première épouse, Paris: de Fallois 1998
  - Deutsche Ausgabe: Die Erste Frau, Malik Verlag 2000, Piper 2001, Übersetzung Sabine Schwenk
- Maintenon (mit dem Historiker Georges Poisson, Éd. Norma, 2001 (über das Schloss Maintenon))
- La Chambre, Collection blanche, Gallimard 2002
  - Deutsche Ausgabe: Das Kind im Turm, Piper 2004, Übersetzung Christel Gersch
- Couleur du temps, Gallimard 2004
- La Voyageuse de nuit, Gallimard: Collection blanche 2007
- Les Enfants d’Alexandrie, Albin Michel 2011
- Les Dames de Rome, Albin Michel, 2012
- Vie de Jude frère de Jésus, Albin Michel 2015
- Quand les femmes parlent d’amour. Une anthologie de la poésie féminine, Le Cherche Midi 2016